# Сухополова
Сухополова́ (укр. Сухополова) — село в Прилукском районе Черниговской области Украины, административный центр Сухополовской сельской общины. Было центром Сухополовского сельсовета. Население — 1211 человек. Занимает площадь 1,896 км². Протекает река Полова.
Код КОАТУУ: 7424188801. Почтовый индекс: 17542. Телефонный код: +380 4637.

## Власть
Орган местного самоуправления — Сухополовянский сельский совет. Почтовый адрес: 17542, Черниговская обл., Прилукский р-н, с. Сухополова, ул. Черниговская, 32.